# Бутовецька волость
Бутовецька волость — адміністративно-територіальна одиниця Ізяславського повіту Волинської губернії з центром у селі Бутівці. Наприкінці ХІХ ст. до складу волості увійшли декілька поселень ліквідованих Юначківської (Булаївка, Великий та Малий Чернятин) та Мало-Шкарівської (Жабче, Стецьки) волостей. Також до складу волості було передано села Драчі, Пеньки, Пехтії сусідньої Сульжинської волості.
Станом на 1886 рік складалася з 8 поселень, 8 сільських громад. Населення — 3625 осіб (1766 чоловічої статі та 1859 — жіночої), 513 дворових господарств.
|                     | Площа, десятин | У тому числі орної, десятин |
| ------------------- | -------------- | --------------------------- |
| Сільських громад    | 3336           | 3100                        |
| Приватної власності | 2449           | 1730                        |
| Іншої власності     | 228            | 173                         |
| Загалом             | 6013           | 5003                        |

Поселення волості:
- Бутівці — колишнє власницьке село, 714 осіб, 110 дворів; православна церква, костел, каплиця православна та 2 католицьких, школа, 3 постоялих будинки.
- Зеленці — колишнє власницьке село, 552 особи, 70 дворів, правосланва церква, школа, постоялий будинок.
- Капустин — колишнє власницьке село, 775 осіб, 116 дворів, православна церква, каплиця, школа, постоялий будинок, водяний млин.
- Криниця — колишнє власницьке село, 131 особа, 22 двори, постоялий будинок, водяний млин, ярмарок.
- Лашки — колишнє власницьке село, 243 особи, 40 дворів, православна церква, каплиця, школа, постоялий будинок.
- Лисинці — колишнє власницьке село, 419 осіб, 68 дворів, православна церква, школа, поштова станція, постоялий будинок, 2 водяних млини, вітряк.
- Непадівка — колишнє власницьке село, 306 осіб, 47 дворів, православна церква, постоялий будинок.